# Milford H. Wolpoff
Milford Howell Wolpoff là một nhà cổ nhân chủng học người Mỹ, sinh năm 1942 tại Chicago, Illinois. Ông là giáo sư nhân chủng học và nghiên cứu viên liên kết tại Bảo tàng Nhân loại học, Đại học Michigan.
Ông là một trong những người đề xuất hàng đầu thuyết Nguồn gốc đa vùng của người hiện đại, cố gắng giải thích sự tiến hóa của người Homo sapiens như một hệ quả của quá trình tiến hóa trong một loài duy nhất. Ông là tác giả của cuốn sách "Cổ nhân loại học", McGraw-Hill xuất bản năm 1980 và 1999, New York (ISBN 0-07-071676-5), và đồng tác giả với Rachel Caspari cuốn sách "Chủng tộc và tiến hóa loài người: sự hấp dẫn khó tránh" (ISBN 0-684-81013-1), trong đó điểm lại những bằng chứng khoa học và lý thuyết trái ngược nhau về cách giải thích sự tiến hóa loài người, và sự giải thích đó liên quan đến quan niệm về chủng tộc như thế nào.

## Công trình đăng tải
Công trình đăng tải (chọn lọc)
- 1971 Metric Trends in Hominid Dental Evolution. Case Western Reserve Studies in Anthropology 2. Case Western Reserve University Press, Cleveland; 244 pp.
- 1976 William R. Farrand, Richard W. Redding, Milford H. Wolpoff, and Henry T. Wright, III). An Archaeological Investigation on the Loboi Plain, Baringo District, Kenya. Museum of Anthropology, The University of Michigan Technical Reports Number 4, Research Reports in Archaeology, Contribution 1, Ann Arbor.
- 1980 Paleoanthropology. Knopf, New York; 379 pp.  ISBN 0-394-32197-9
- 1988 Jakov Radovčić, Fred H. Smith, Erik Trinkaus, and Milford H. Wolpoff. The Krapina Hominids: An Illustrated Catalog of the Skeletal Collection. Mladost Press and the Croatian Natural History Museum, Zagreb.
- 1994 Paleoanthropology. Preliminary publication of the 2nd edition. College Custom Series, McGraw-Hill, New York. ISBN 0-07-071679-X
- 1995 Human Evolution. 1996 edition. College Custom Series, McGraw-Hill, New York. ISBN 0-07-071827-X
- 1996 Human Evolution. 1996-1997 edition. College Custom Series, McGraw-Hill, New York. ISBN 0-07-071833-4
- 1997 Milford H. Wolpoff and Rachel Caspari: Race and Human Evolution. Simon and Schuster, New York. ISBN 0-684-81013-1. Published in paperback in 1998 by Westview press ISBN 0-8133-3546-9. A Canadian National Institute for the Blind talking book RC18623 (4 cassettes, narrated by Roy Avers).
- 1999	Paleoanthropology. 2nd edition. McGraw-Hill, New York. ISBN 0-07-071676-5. Reviewed by A. Bilsborough (2001) Clash of the Titans. Journal of Human Evolution 41:701-709.